# Andreu Bosch Pujol
Andreu Bosch Pujol (Barcelona, 22 de febrero de 1931-17 de diciembre de 2004) fue un jugador de fútbol español.

## Trayectoria
Hijo de Andreu Bosch Girona, uno de los jugadores azulgrana que ganaron la primera Liga española, debutó en el FC Barcelona en la temporada 1951-52, procedente del entonces filial del Barça, el España Industrial.
Desde 1951 hasta 1960 participó en 221 partidos y marcó 22 goles. Debutó el 30 de diciembre de 1951, a las órdenes del entrenador Ferdinand Daucik ganando al Español 2 a 0.
En sus siete años (1951-1958) en el Barça jugó 147 partidos de liga, marcó 17 goles y ganó dos Ligas, tres Copas de España, una Copa Latina, una Copa de Ferias y dos Copas Eva Duarte.
Después sufrió un accidente automovilístico que le mantuvo en la UVI y que le dejó secuelas, complicadas posteriormente por una afección renal que le obligaba a someterse periódicamente a diálisis. Falleció el 17 de diciembre de 2004.

## Palmarés
| Título          | Club                  | Año  |
| --------------- | --------------------- | ---- |
| Liga de España  | Fútbol Club Barcelona | 1952 |
| Copa de España  | Fútbol Club Barcelona | 1952 |
| Copa Eva Duarte | Fútbol Club Barcelona | 1952 |
| Copa Latina     | Fútbol Club Barcelona | 1952 |
| Liga de España  | Fútbol Club Barcelona | 1953 |
| Copa de España  | Fútbol Club Barcelona | 1953 |
| Copa Eva Duarte | Fútbol Club Barcelona | 1953 |
| Copa de España  | Fútbol Club Barcelona | 1957 |
| Copa de Ferias  | Fútbol Club Barcelona | 1958 |

## Equipos
Bosch se inició en el fútbol en el modesto Gurugú y de allí pasó al Deportivo Alegría, Barcelona aficionados, España Industrial, FC Barcelona (primer equipo), Real Betis y Elche CF.
| Club                  | País   | Año       |
| --------------------- | ------ | --------- |
| Gurugú                | España |           |
| Deportivo Alegría     | España |           |
| Barcelona aficionados | España |           |
| España Industrial     | España |           |
| Fútbol Club Barcelona | España | 1951-1958 |
| Real Betis            | España | 1958-1965 |
| Elche CF              | España | 1965      |